# Mønning
Mønning (sb:møn) er den del af en tagkonstruktion, der sørger for at tætne overgangen mellem de 2 tagflader, der mødes på tagryggen. I moderne sprogbrug kaldes den rygningen. Som fagudtryk benyttes mønning stadig om rygningen på stråtage.
Nyere stråtage kan være forsynet med en mønning af zink, men de klassiske materialer, tang, lyng og tagrør er stadig udbredte. Zinkbeklædte mønninger har en levetid op til 20 år, mens de klassiske materialer typisk skal udskiftes 3-6 år efter pålægningen. Der har i nogle få år været eksperimenteret med mønninger af kobber.
Mønningen var oprindeligt øst for Lillebælt enten fastgjort til taget med kragtræ, dvs. små sammenkoblede stykker egetræ eller med trådnet, oftest af hønsenet. Vest for Lillebælt var der tradition for at sy stråene fast til lægterne, mens man på Lolland og Falster foretrak fastnaglede tagrør.

## Forskellige typer mønninger
- Mønning med små, fine syninger,Nebel, Tyskland
- Mønning belagt med kragtræ, Fyn, Danmark
- Mønning der er påsyet, pub i England
- Stråtag med bred, påsyet mønning af rør, England